# St. Lorenz (Schmilau)

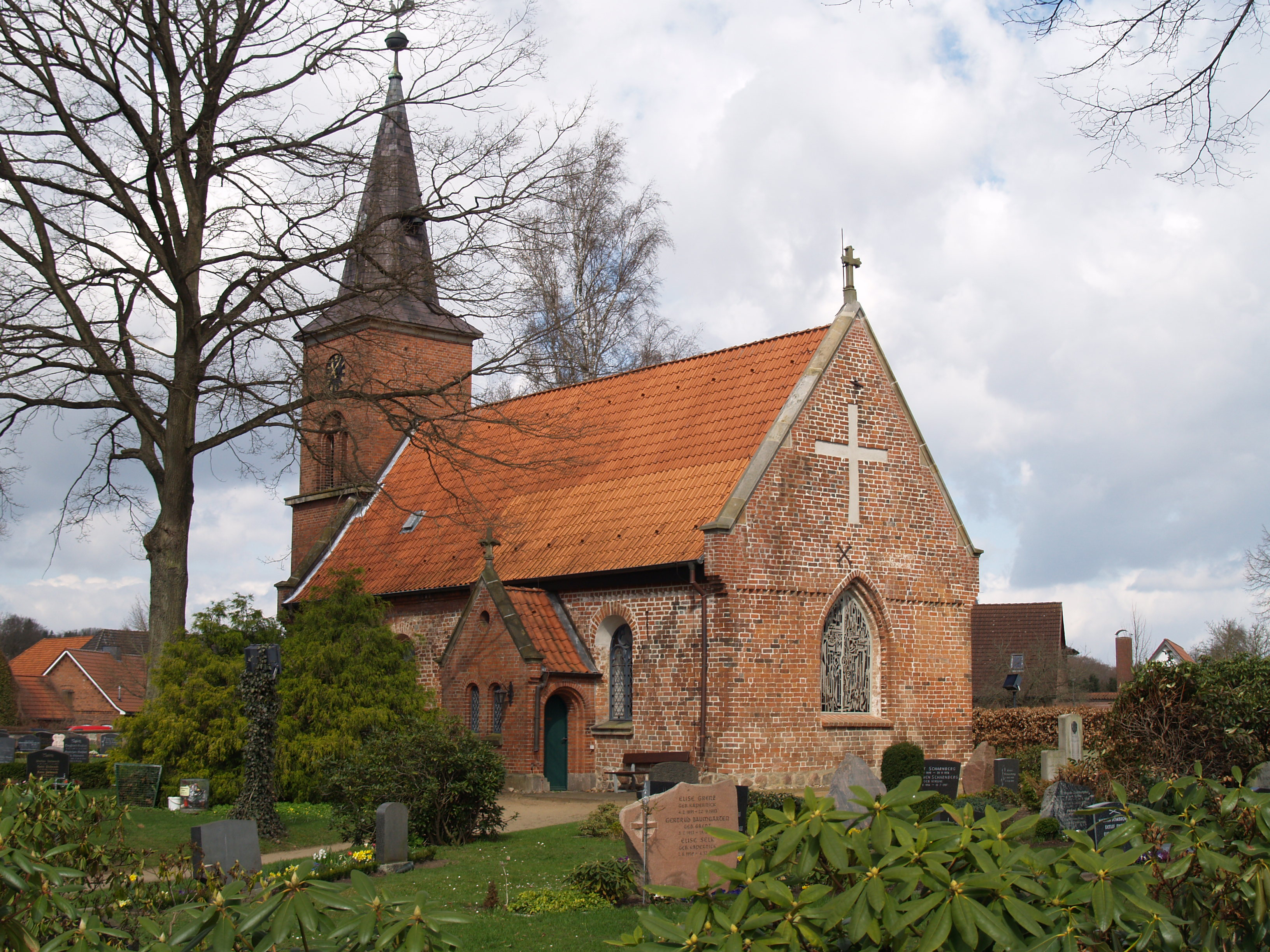
Kapelle St. Lorenz in Schmilau

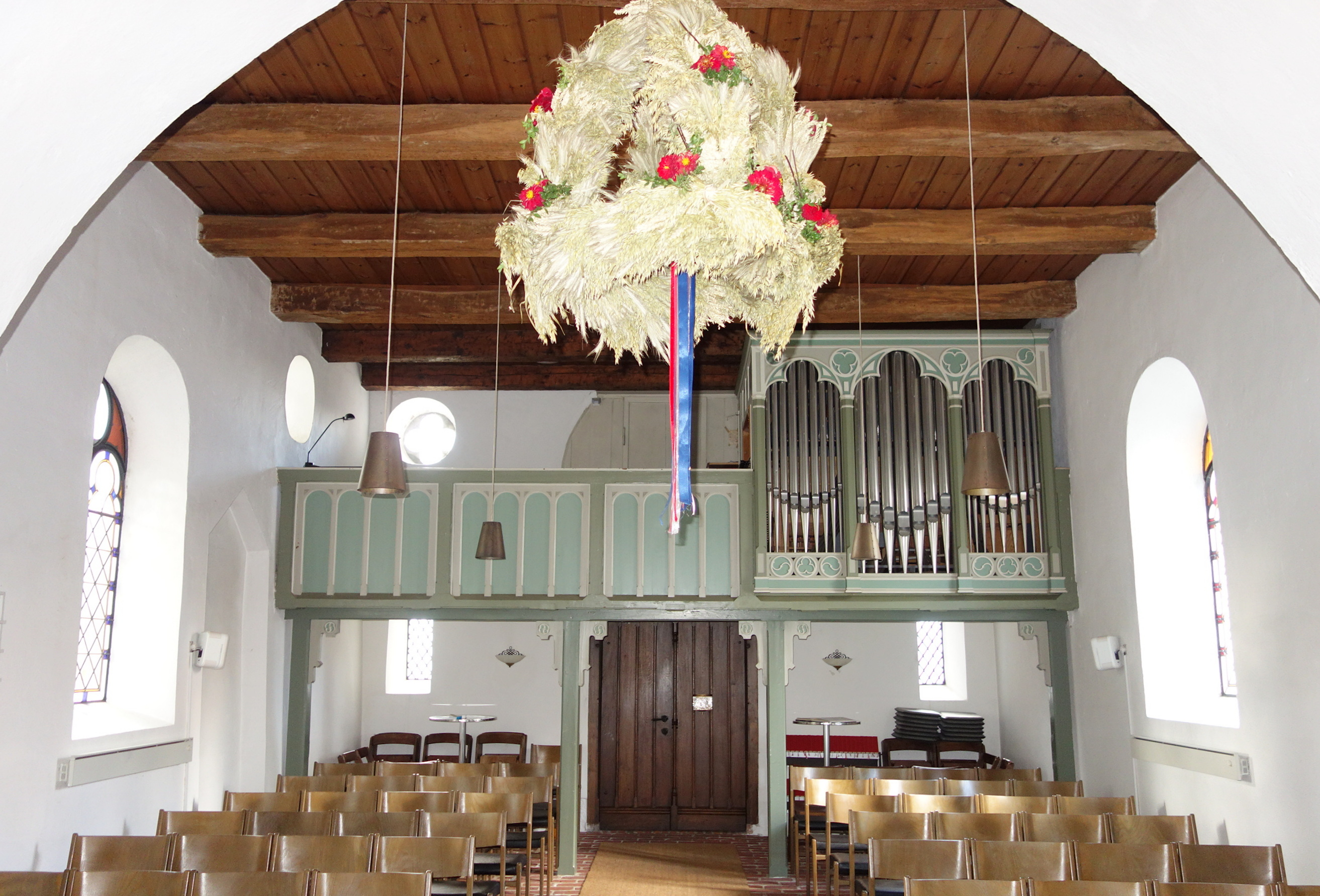
Innenansicht

Die nach dem heiligen Laurentius von Rom benannte Kapelle St. Lorenz ist ein geschütztes Kulturdenkmal mit der Objekt-ID 3761 im Denkmalschutzgesetz in Schmilau, einer Gemeinde im Kreis Herzogtum Lauenburg in Schleswig-Holstein. Sie gehört zur Kirchengemeinde St. Georgsberg im Kirchenkreis Lübeck-Lauenburg der Evangelisch-Lutherischen Kirche in Norddeutschland.

## Beschreibung
Die Saalkirche wurde im 13. Jahrhundert errichtet. Sie bestand zunächst nur aus einem Langhaus und einem gleich breiten, gerade geschlossenen Chor im Osten aus Backsteinen unter einem gemeinsamen Satteldach. Die Bogenfenster im Langhaus und im Chor stammen aus einer neuromanischen Restaurierung von 1880. In den Jahren 1881 und 1882 wurde im Westen der Kirchturm hinzugefügt, dessen oberstes Geschoss die Turmuhr und den Glockenstuhl beherbergt und der mit einem achtseitigen Knickhelm bedeckt ist. An der Südwand entstand ein Anbau, der heute als Sakristei genutzt wird. 
Der Innenraum des Langhauses ist mit einer Holzbalkendecke überspannt, der des Chors mit einem Kreuzrippengewölbe.